# Lakatos Sándor (táncos)
Lakatos Sándor (Csíkszentsimon, 1819. – Hódmezővásárhely, 1892. július 29.) táncmester, színpadi táncos.

## Pályája
1847-ben Szöllősy Szabó Lajossal közösen létrehoztak egy 12 tagú magyar tánctársaságot, mellyel országszerte sikert arattak és Moldvában is felléptek. Petőfi Sándor a „lábászok lábásza” elnevezéssel illette őt, mivel Farkas Józsefhez hasonlóan a nehezebb lépéseket lábujjhegyen járta. 1848–49-ben részt vett a szabadságharcban. Az 1850-es évektől több társastánc-koreográfiát készített, amellyel a kor politikai mozgalmaihoz kapcsolódott, viszont soha nem voltak önálló táncjátékai. 
Koreográfiái közül 1851-ben kifejezte a lengyelek iránti rokonszenvét a Testvértánccal, a nemzeti múltra való emlékeztetést az Ősapáink toborzó táncával (1858), majd az 1860-as évekbeli politikai küzdelmekban a kossuthi eszméket az Egyesüljünk című ötrészes társastánccal. Utóbbiban az öt testvérnemzet (szerb, horvát, szlovák, román és magyar) tánca jelképezte a békés együttélés eszméjét, melyet hirdetni szándékozott. 1865-ben a Pesti Vigadó felavatására alkalmából vitte színpadra Örömvigadó című hatrészes társastáncát, melyben már hangot kap a kiegyezésre vágyó nemesség óhaja. A kiegyezésre készült a Koronázási quadrille, mellyel Ferenc Józsefet ünnepelte. Az 1860-as évek elején elsőként próbálkozott meg egy tánctanítóképző létrehozásával, a tánctanítást haláláig űzte.

## Fontosabb koreográfiái
- Sortánc (1846);
- Testvértánc (1851);
- Ősapáink tobortánca (1858);
- „Egyesüljünk!” (1860);
- Koronázási quadrille (1860);
- Örömvigadó (1865).

## Írásai
- Tánczkönyv mindkét nembeli ifjúság számára (Nagykanizsa, 1869);
- Új magyar táncz (Hölgyfutár, 1851. 10. sz.);
- Felszólítás a tánczművészekhez (Pesti Napló, 1851. 260. sz.).